# António Libânio Correia
António Libânio Correia (Paderne, Albufeira, 6 de Setembro de 1888 - Lisboa, 13 de Agosto de 1981) foi um jornalista e empresário português.

## Biografia

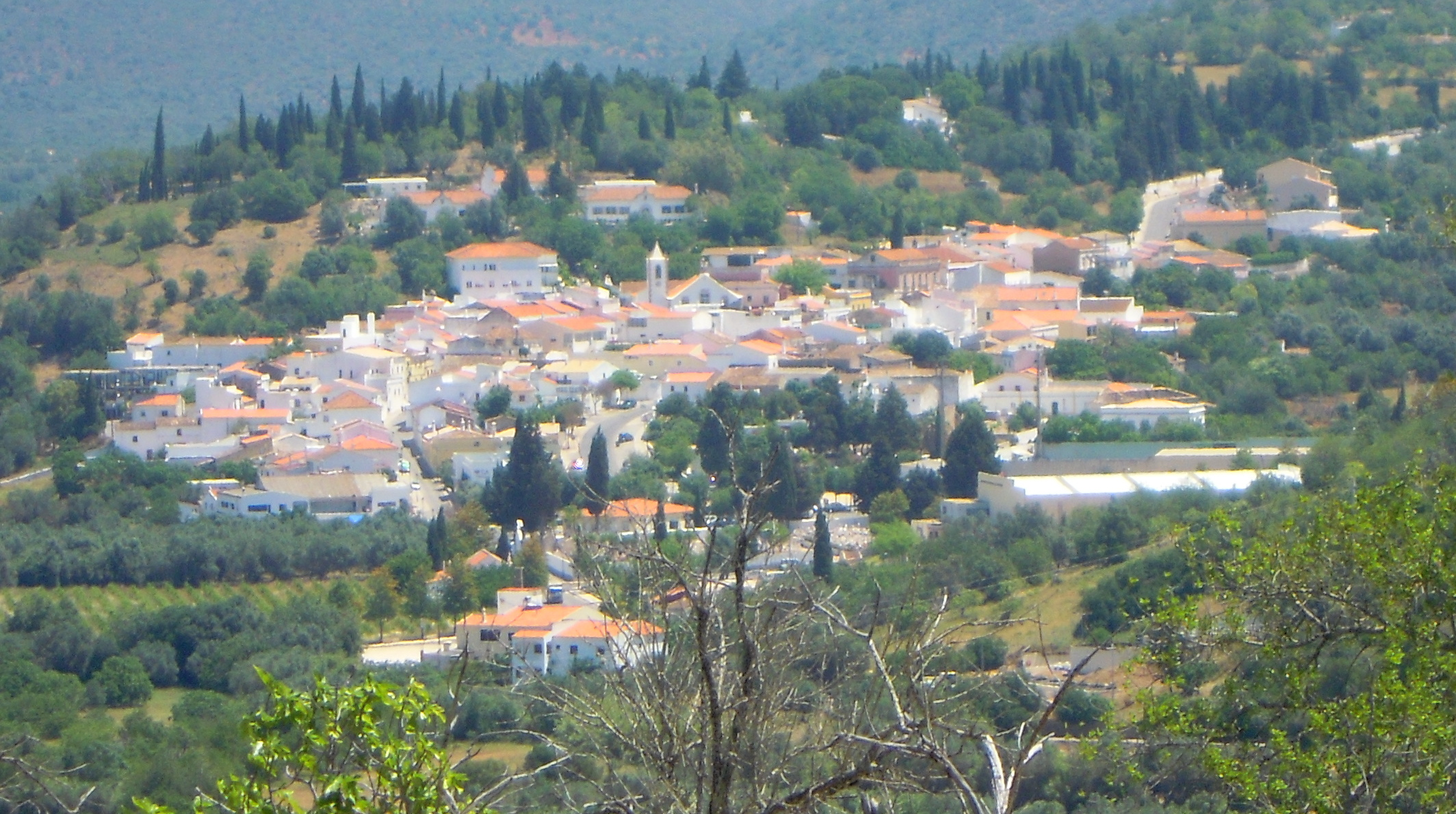
Aldeia de Paderne.

### Nascimento e educação
António Libânio Correia nasceu na aldeia de Paderne, no concelho de Albufeira, em 6 de Setembro de 1888.

### Carreira profissional e benemérita
Iniciou a sua carreira ainda em Paderne, numa firma comercial, e algum tempo depois mudou-se para Lisboa, onde entrou na empresa C. Santos, de venda de automóveis, onde posteriormente se tornou sócio.
Em Paderne, tomou posse da Casa Agrícola da Boavista e Madalena, cujos rendimentos empregou no desenvolvimento da aldeia, incluindo a construção dos edifícios do mercado municipal e da Junta de Freguesia, e obras de remodelação na Igreja Paroquial. Também em Paderne, António Libânio Correia fundou e financiou a cantina escolar, criou um prémio anual para os melhores alunos das escolas primárias na freguesia, e lançou o programa Património dos Pobres, para o qual construiu as primeiras casas.
Foi por sua iniciativa que a Casa do Algarve, em Lisboa, lançou o concurso para o tema musical do Hino de Sagres. Para este concurso foi criado o prémio Libânio Correia, que foi atribuído à professora Elvira de Freitas. Em 13 de Novembro desse ano, foi homenageado durante um almoço de confraternização na Casa do Algarve, tendo recebido a função de presidente honorário naquela instituição.
Durante a sua juventude, ajudou a fundar o periódico A Avezinha, no qual também colaborou.

### Falecimento e família
Faleceu em 13 de Agosto de 1981, em Lisboa, tendo sido sepultado em Paderne. Casou com uma senhora das famílias Pinto Basto e Correia Magalhães, do qual ficou viúvo, tendo casado novamente.

## Homenagens
Foi agraciado com o grau de Comendador da Ordem do Mérito, em 26 de setembro de 1970.
Em sua homenagem, o nome de António Libânio Correia foi dado a uma praça em Paderne.